# Adorf (Vogtland)
Adorf, oficiálně Adorf/Vogtl., je město v německé spolkové zemi Sasko. Nachází se v zemském okrese Fojtsko a má přibližně 4 700 obyvatel. Patří do takzvaného Fojtského hudebního koutu.

## Historie
Adorf vznikl v roce 1200 jako osada na obchodní cestě mezi Plavnem a Chebem. V roce 1294 je obec zmiňována jako oppidum Adorph, v roce 1328 jako stat czu Ahdorf, roku 1461 jako Adruff a v roce 1557 poté jako Adroff.
Ekonomika města byla ve středověku široce podporována jeho dobrou pozicí na obchodní cestě do Čech. To vedlo k tomu, že byla Adorfu v roce 1293 propůjčena městská práva. V roce 1357 připadlo město do majetku míšenského markrabství, od roku 1485 vlastnilo Adorf Saské kurfiřtství. Poté se v roce 1547 stalo majetkem pánů z Plavna, a roku 1569 konečně připadlo Sasku.
V roce 1865 byl Adorf připojen na železniční síť. V roce 1899 byl založen místní dělnický spolek. Než se stal Adorf v roce 1996 součástí zemského okresu Fojtsko, náležel do dnes již neexistujícího zemského okresu Olešnice (Oelsnitz).
Od roku 2006 nese oficiální úřední název Adorf/Vogtl.

## Kultura a pamětihodnosti
Jedna z památek je 231 metrů dlouhé Tržní náměstí, pocházející ze 13. století. Na jeho severní straně stojí městský secesní kostel svatého Michala, vystavěný v letech 1904 až 1906. Radnice pochází z roku 1896. Freiberger Tor, která bývá také označována jako Brána Fojtska, poskytuje přístřeší vlastivědnému muzeu.
Adorf je známý svým parkem Klein-Vogtland (malé Fojtsko), kde se nachází modely budov a jiných staveb, jejichž předobrazy stojí v zemském okresu Fojtsko. Jedná se například o známý starý most Göltzschtalbrücke nebo klingenthalský kruhový kostel.
K výstavě patří také miniaturní železniční dráha a botanická zahrada, kde se nachází největší oddělení travertinu v celém Německu.
V městské části Remtengrün stojí dřevěná rozhledna v nadmořské výšce 566 metrů.

## Památná místa
Na místním hřbitově se nachází památník sovětským válečným zajatcům a obětem, které byly do Německa zavlečeny během druhé světové války na nucené práce.

## Železnice
Do Adorfu byly přivedeny koleje v roce 1865. Staví zde vlaky německých státních drah (Deutsche Bahn) a soukromé vlaky společnosti Vogtlandbahn. Z Adorfu vedou přímé spoje do Cvikova, Falkensteinu (Vogtland), Hofu a Plavna. Deutsche Bahn nabízí také regionální expres do saských lázní Bad Brambach a do Lipska. Prostřednictvím vlaků společnosti Vogtlandbahn jsou také snadno dosažitelná česká města Cheb a Mariánské Lázně. Do Adorfu vedou také přímé koleje z České republiky na trati Cheb-Adorf (trať č. 148), která je však uzavřena od konce druhé světové války, a na české straně končí v poslední zastávce Hranice v Čechách.

## Vývoj počtu obyvatel
| Rok            | 1500  | 1779  | 1801  | 1831  | 1910  | 1960  | 1971  | 1998  | 2000  | 2004  | 2005  | 2007  | 2008  |
| -------------- | ----- | ----- | ----- | ----- | ----- | ----- | ----- | ----- | ----- | ----- | ----- | ----- | ----- |
| Počet obyvatel | 1 000 | 1 300 | 1 310 | 2 395 | 7 887 | 8 832 | 8 398 | 6 398 | 6 214 | 5 817 | 6 096 | 5 563 | 5 474 |

## Místní části
| - Adorf - Arnsgrün - Gettengrün | - Remtengrün - Leubetha - Sorge | - Jugelsburg - Rebersreuth - Freiberg |

## Osobnosti
- Erich Ohser (1903–1944), karikaturista
- Kurt Weißenfels (1920–1998), fotbalista a trenér